# CDC42EP5
CDC42EP5 (англ. CDC42 effector protein 5) – білок, який кодується однойменним геном, розташованим у людей на довгому плечі 19-ї хромосоми. Довжина поліпептидного ланцюга білка становить 148 амінокислот, а молекулярна маса — 15 207.
| 10         |  | 20         |  | 30         |  | 40         |  | 50         |
| ---------- |  | ---------- |  | ---------- |  | ---------- |  | ---------- |
| MPVLKQLGPA |  | QPKKRPDRGA |  | LSISAPLGDF |  | RHTLHVGRGG |  | DAFGDTSFLS |
| RHGGGPPPEP |  | RAPPAGAPRS |  | PPPPAVPQSA |  | APSPADPLLS |  | FHLDLGPSML |
| DAVLGVMDAA |  | RPEAAAAKPD |  | AEPRPGTQPP |  | QARCRPNADL |  | ELNDVIGL   |

A: Аланін

C: Цистеїн

D: Аспарагінова кислота

E: Глутамінова кислота

F: Фенілаланін

G: Гліцин

H: Гістидин

I: Ізолейцин

K: Лізин

L: Лейцин

M: Метіонін

N: Аспарагін

P: Пролін

Q: Глутамін

R: Аргінін

S: Серин

T: Треонін

Задіяний у таких біологічних процесах, як пдтримання форми клітини, метилювання. 
Локалізований у цитоплазмі, цитоскелеті, мембрані.